# 純粋経験
純粋経験（じゅんすいけいけん、英: pure experience、独: reine Erfahrung）とは哲学用語のひとつで、反省を含まず主観・客観が区別される以前（主客未分）の直接的経験を指す用語である。

## 概要
純粋経験はアメリカの哲学者ウィリアム・ジェームズ（プラグマティスト）の根本的経験論や、ドイツの哲学者リヒャルト・アヴェナリウスの実証主義的科学理論や、フランスの哲学者アンリ・ベルグソンの直観等の近代西洋哲学で使用されており、近代日本では西田幾多郎が既存の禅仏教の影響と自身の参禅体験に基づいて『善の研究』（1911年刊行）のなかで純粋経験を主張した。

## ジェームズにおける純粋経験

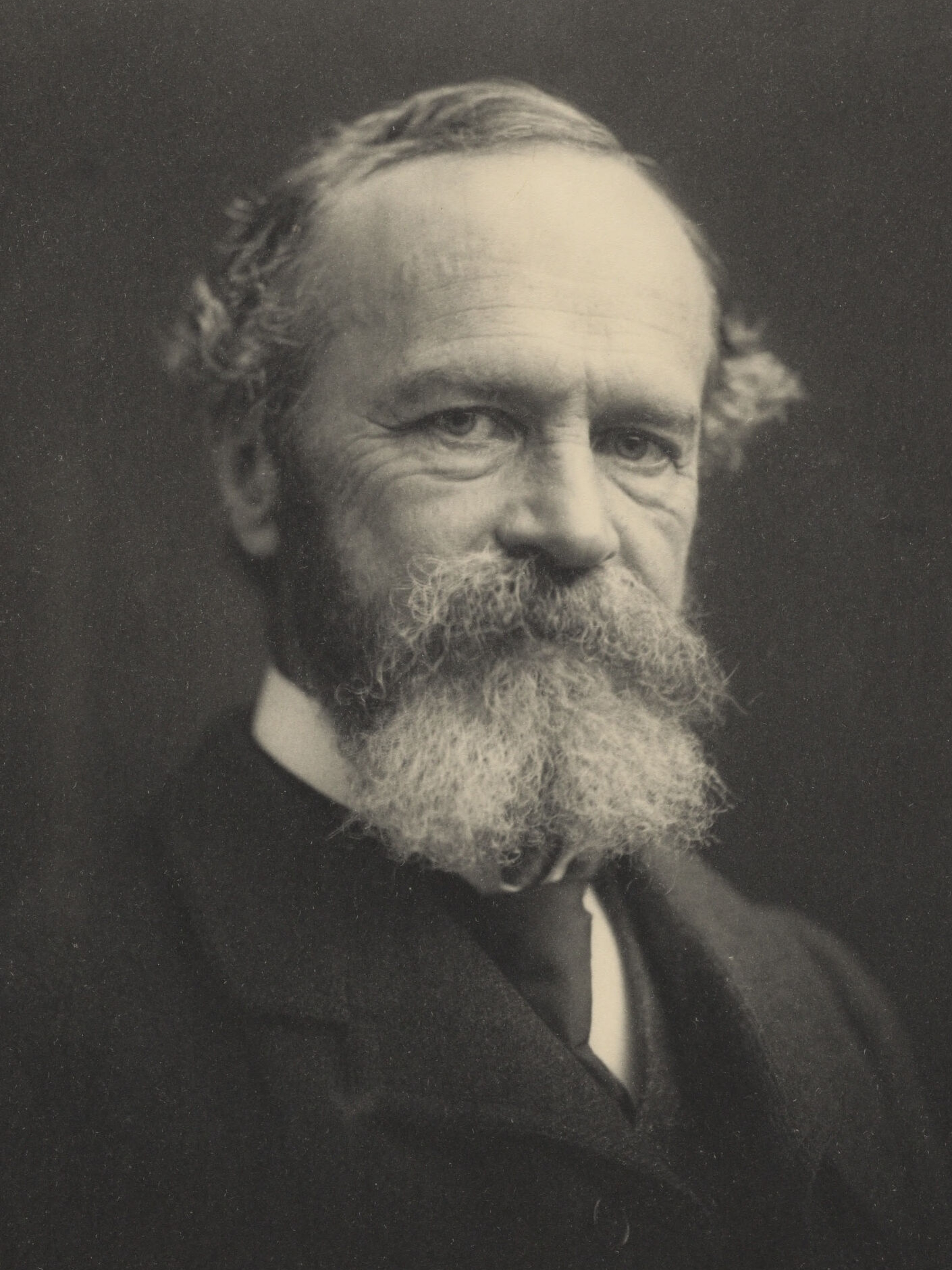
ジェイムズ

ウィリアム・ジェームズはプラグマティズムの世界的な権威として評価されることがほとんどで、彼の純粋経験論に注目している哲学者は多くない。純粋経験という主題そのものは、ヨーロッパの長い哲学的伝統に対して取って代わるような思想を生み出そうとしていた同時期のアメリカの哲学者、ウィリアム・ジェイムズによって産みだされたものである。
ジェームズはいわゆる二元論を超越するために、主観と客観に代表される、一見すると相反するように見えるものが思考と事物、主観と客観の分離前の実在世界の第一次的素材としてとらえた状態を純粋経験と呼んだ。言い方を変えると純粋経験という考え方は、主観と客観との間で起きる二元論的思考の回避をもくろむ認識論ともいえる。
彼の思想は、根本的経験論または中性一元論と呼ばれており、彼はヒュームやバークリのような、いわゆるイギリスの経験論とは別の道を進み、徹底的に経験を基本とする哲学を打ち建てようとした。またその過程で、彼の思想はイギリス経験主義を批判しつつカントが生み出したドイツ観念論の立場ともまったく異なる独自のものとなった。しかし、ジェイムズは幾つかの論文中に最先端の着想を発表し続たが、理論として体系的に集大成出来ずに没した。

## アヴェナリウスにおける純粋経験

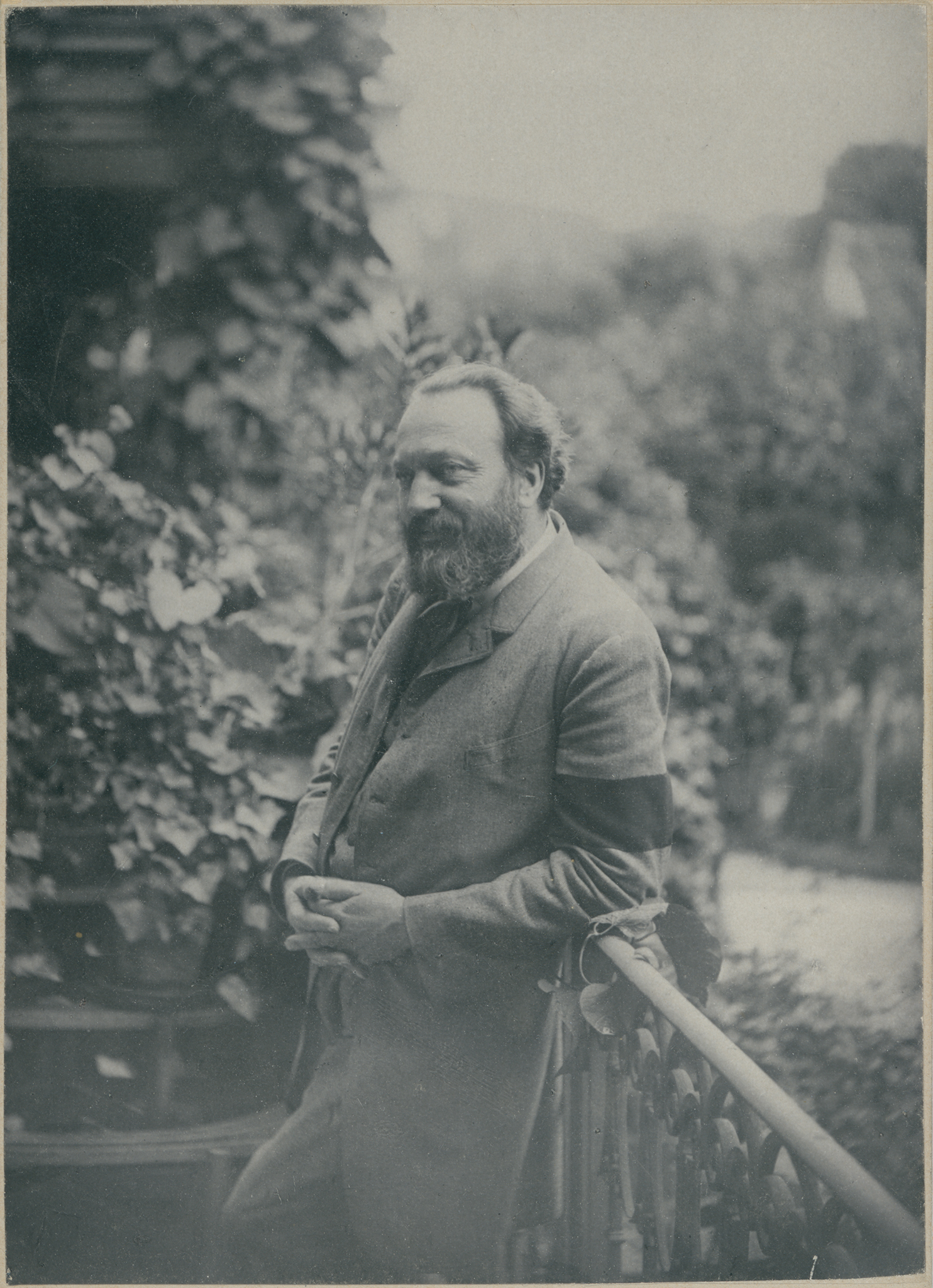
アヴェナリウス

アヴェナリウスの「自然的世界」概念によって、フッサールの「生活世界」概念から成立したと一般的にいわれている。
アヴェナリウスはマッハと同時代の、19世紀にフランス・パリ生にまれ、ドイツやスイスで活動した哲学者である。実証主義を提唱する哲学者であり、彼独特の経験批判論を展開している。
アヴェナリウスの実証主義は精神現象を実証的に扱う際に狭い意味で解釈し、他から与えられた感覚とその取捨選択といった生理や心理の水準での事実を扱おうとした点に特徴がある。
彼の理論は、二元論的な仮定、つまり、物と心・外界と内界・客観と主観等や、形而上学的範疇である実体や因果関係などが混入した経験概念を純化する必要性を唱えている。
アヴェナリウスにおいては二元論的仮定を排除し、それらに先立つ純粋経験の次元へもどり、哲学を純粋経験からスタートさせなければならないと考察していた。彼は哲学の出発点である純粋経験の場所が自然的世界であると主張している。アヴェナリウスの純粋経験は何らの反省的付加物を含まず、内的および外的の区別もない、いわゆる主客未分の状態を指す。

## ベルグソンにおける純粋経験

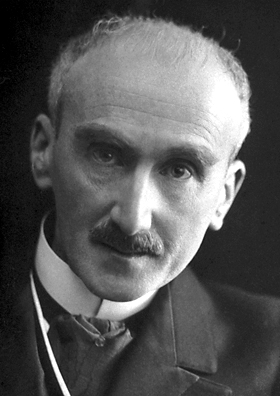
ベルグソン

ベルクソンは哲学的方法においては「直観主義」、形而上学的分類では「唯心論」、思潮としては「生の哲学」に属する。
時間を完全に無視し、空間における言葉や物では表わせないような事象や心象をすべて取り払って「純粋持続」性においてにおいて内面より心で深く考えて生きるあいだに部分的もしくは特権的な瞬間に限定的に絶対者との交わりが可能となる。こうして自己の内面にある純粋な生の動きに人間は絶対者の存在を直感することとなる。直観は簡単な行為ではなく、純粋持続の思考のもとでいろいろな事柄を顧みて考えを巡らすことで高度に哲学的であるといえる。
卑近な例を取ると、人間は日常生活で様々な経験をし感情を抱く。その感情は感動や酷い不安等様々であるが、我々は様々な感情に同じ言葉をつかう。例えば「試験前の不安」と「自分の将来に対する漠然とした不安」は同じ不安という言葉を使うがその内情は大きく異なる。
我々はこの異質で独特な感覚に同じように既存の単語を割り当てているが、不安と呼んでいる感覚や経験の形は元から決まっているものではない。このような独特な感情の現れを既存の言葉の型にはめずに「それとして経験する」ことは可能なのかという疑問が湧く。
ベルクソンによれば内的な感情についてだけでなく外的知覚についてもその在り方は同じであり、我々が物体としてものを認識する時そこには既に実在に対する恣意的な変容が行われていると主張している。
言語になる以前の経験を人は捉えることができる可能性について、有用なものではない直接的なものとして「直観」という言葉を使う事によって、言語になる以前の経験を人は捉えること可能となる。

## 西田幾多郎における純粋経験

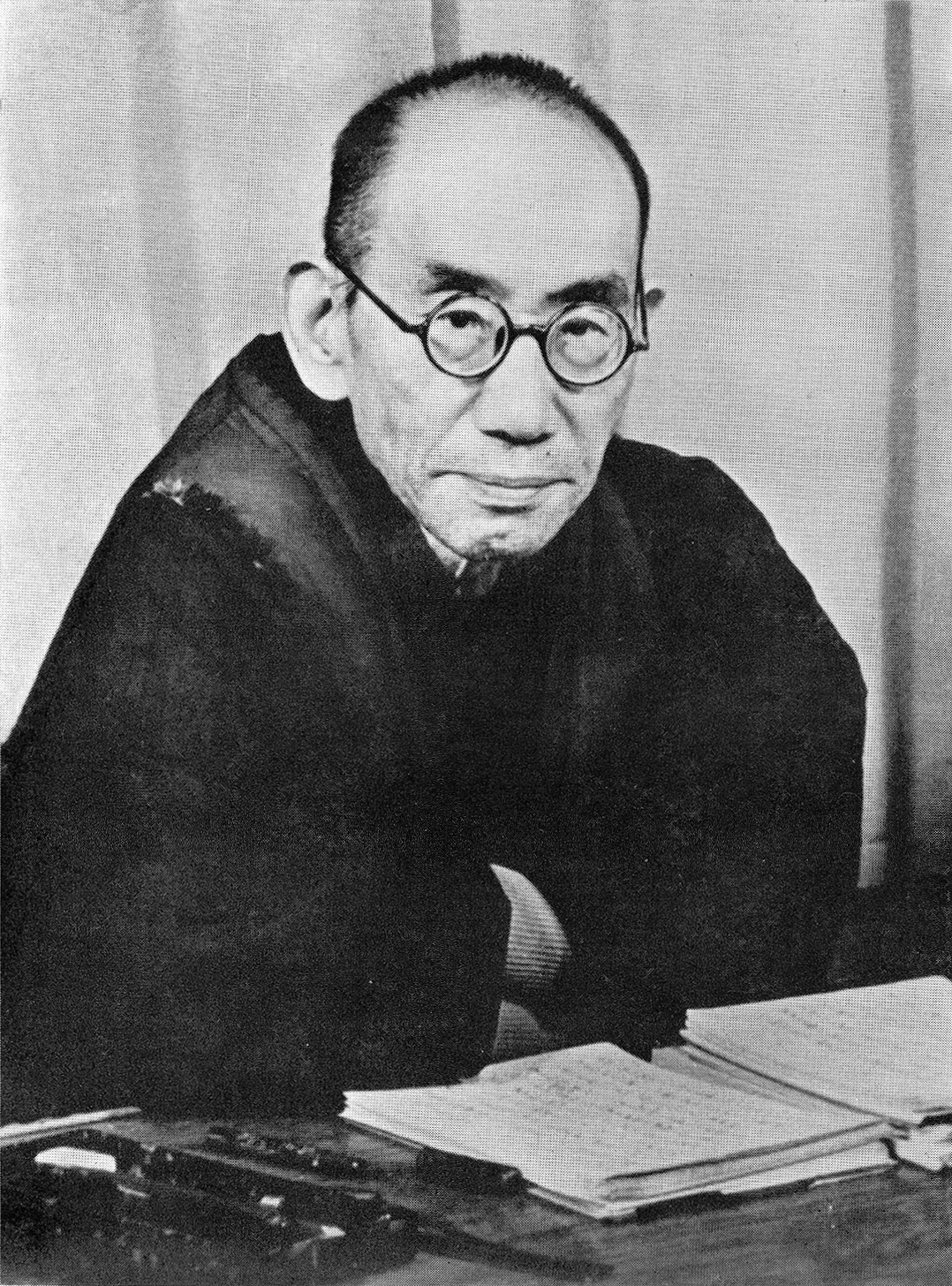
西田幾多郎

純粋経験は西田の主著の一つである『善の研究』における前期の西田哲学の中心概念である。西田はジェームズやマッハの影響を受けながら純粋経験を唯一の実在と見なし、純粋経験とはピュシスに到達することだと考えた。
西田の考える純粋経験とは静止的直観ではなく発展的活動である。純粋経験における発展とは純粋経験そのものと別の何かではなくて純粋経験とは発展活動そのものである。よって、純粋経験の発展を外から見ることは不可能であると主張している。
純粋経験における統一と対立の問題についても、統一と対立は相対するものではなく統一は対立を止揚したものと西田は捉えている。分裂と統一はひとつであり、分裂するということは統一の拡大であると解釈している。事実について西田は「事実そのままの現在意識」と表現し、現在意識もしくは純粋経験は事実とは等置概念としている。また、意味について『善の研究』の中では事実と意味を分別していたが純粋経験のなかでは一つに結びつけて考えている。
純粋経験は、さらに進んで「物質と精神」「客観と主観」とを包括する真実在として、自らのうちに区別を明らかにし統一する活動として捉えるべきであると考え「自覚」について考察を進めることになる。

## 引用
1. ↑  純粋な持続とは意識の流れそのものであり、一切の区切りを持たない連続である。純粋な持続においては、人は自らの意識そのものを生きることになる。しかしそれは平板な流れではなく、豊かな質的差異を有した継起（succession）である。（中略）純粋な持続というのはいわば途切れることのないメロディ（mélodie）のようなものである。ベルクソンは、持続の内ではメロディの継起的な楽音がそうなるように、諸感覚は相互に有機化されると語る。つまり、意識というものが発展していくためには純粋持続は単なる連続であるだけではなく、その内に変化をも内包していなくてはならないのである。（長谷川暁人著『世界の中から、世界を眺める―ベルクソンと西田幾多郎における生成の連続性と非連続性―』26頁24行目〜27頁12行目より引用）
2. ↑  ヘラクレイトスによれば、ピュシス（自然）は「隠れることを好む」とされ、常に隠されている存在なのですが、ロゴスの立場というのは、自然は完全に人間の理性の中で暴かれていて、その隠れなさゆえに全てが理解し尽くせると考える立場です。人間の理性にとって矛盾して相反するものは、見ることも理解することもできないものであるから問題にする必要がないとして、ヘラクレイトスなどのピュシス的な立場から、人間の理性に合致するもの、隠れなく「見えているもの」の原型・模範をのみ探求するロゴスの立場へと哲学が転換するのが、ソクラテス、プラトンの時代です。（池田善昭・福岡伸一著『福岡伸一、西田哲学を読む 生命をめぐる思索の旅、動的平衡と絶対矛盾的自己同一』40頁9行目〜15行目より引用）